# Список нагород та номінацій Хоакіна Фенікса
Нижче наведено список нагород, отриманих американським актором Хоакіном Феніксом. За свою акторську кар'єру він був номінований на чотири премії «Оскар», чотири кінопремії Британської академії, п'ять нагород Гільдії кіноакторів, шість нагород «Золотий глобус», чотири премії «Вибір критиків». Він отримав дві премії «Золотий глобус», премію «Греммі», одну премію Гільдії кіноакторів, дві премії «Вибір критиків», нагороду «Незалежний дух» і нагороди Канського кінофестивалю, Венеціанського кінофестивалю, Асоціації кінокритиків Лос-Анджелеса і премію Національної ради з огляду. Він і його брат Рівер Фенікс були першими і єдиними братами, які були номіновані на премію «Оскар» за виконання.

## Основні асоціації

### Оскар
Премія Оскар вручається Американською академією кінематографічних мистецтв і наук (AMPAS).
| Рік  | Робота           | Категорія                            | Результат | П.    |
| ---- | ---------------- | ------------------------------------ | --------- | ----- |
| 2001 | Гладіатор        | Найкраща чоловіча роль другого плану | Номінація | [ 2 ] |
| 2006 | Переступити межу | Найкраща чоловіча роль               | Номінація | [ 3 ] |
| 2013 | Майстер          | Найкраща чоловіча роль               | Номінація | [ 4 ] |
| 2020 | Джокер           | Найкраща чоловіча роль               | Перемога  | [ 5 ] |

### BAFTA Awards
Премія Британської Академії в галузі кіно вручається Британською академією кіно і телевізійних мистецтв (BAFTA). Це британський аналог Оскара.
| Рік  | Робота           | Категорія                            | Результат | П.    |
| ---- | ---------------- | ------------------------------------ | --------- | ----- |
| 2001 | Гладіатор        | Найкраща чоловіча роль другого плану | Номінація | [ 6 ] |
| 2006 | Переступити межу | Найкраща чоловіча роль               | Номінація | [ 7 ] |
| 2013 | Майстер          | Найкраща чоловіча роль               | Номінація | [ 8 ] |
| 2020 | Джокер           | Найкраща чоловіча роль               | Перемога  | [ 9 ] |

### Золотий глобус
Премія «Золотий глобус» вручається Голівудькою асоціацією іноземної преси (HFPA).
| Рік  | Робота           | Категорія                                        | Результат | П.     |
| ---- | ---------------- | ------------------------------------------------ | --------- | ------ |
| 2001 | Гладіатор        | Найкраща чоловіча роль другого плану — кінофільм | Номінація | [ 10 ] |
| 2006 | Переступити межу | Найкраща чоловіча роль в комедії чи мюзиклі      | Перемога  | [ 11 ] |
| 2013 | Майстер          | Найкраща чоловіча роль в драмі                   | Номінація | [ 12 ] |
| 2014 | Вона             | Найкраща чоловіча роль в комедії чи мюзиклі      | Номінація | [ 13 ] |
| 2015 | Вроджена вада    | Найкраща чоловіча роль в комедії чи мюзиклі      | Номінація | [ 14 ] |
| 2020 | Джокер           | Найкраща чоловіча роль в драмі                   | Перемога  | [ 15 ] |

### Премія «Греммі»
Премія «Греммі» вручається Національною академією мистецтва і науки звукозапису (NARAS).
| Рік  | Робота           | Категорія                                      | Результат | П.     |
| ---- | ---------------- | ---------------------------------------------- | --------- | ------ |
| 2007 | Переступити межу | Найкращий альбом, який є саундтреком до фільму | Перемога  | [ 16 ] |

### Премія Гільдії кіноакторів США
Премії Гільдії кіноакторів вручає Гільдія кіноакторів — Американська федерація художників і телевізійників (SAG-AFTRA).
| Рік  | Робота           | Категорія                                  | Результат | П.     |
| ---- | ---------------- | ------------------------------------------ | --------- | ------ |
| 2001 | Гладіатор        | Найкраща чоловіча роль другого плану       | Номінація | [ 17 ] |
| 2001 | Гладіатор        | Найкращий акторський склад в ігровому кіно | Номінація | [ 17 ] |
| 2005 | Готель «Руанда»  | Найкращий акторський склад в ігровому кіно | Номінація | [ 18 ] |
| 2006 | Переступити межу | Найкраща чоловіча роль                     | Номінація | [ 19 ] |
| 2020 | Джокер           | Найкраща чоловіча роль                     | Перемога  | [ 20 ] |

## Галузеві нагороди

### AACTA International Awards
Премія Австралійської академії кінематографа і телебачення вручається Австралійською академією кінематографічного і телевізійного мистецтва (AACTA). Премію часто називають «Австралійським Оскаром».
| Рік  | Робота  | Категорія              | Результат | П.     |
| ---- | ------- | ---------------------- | --------- | ------ |
| 2013 | Майстер | Найкраща чоловіча роль | Номінація | [ 21 ] |
| 2020 | Джокер  | Найкраща чоловіча роль | Номінація | [ 22 ] |

### ALMA Awards
American Latino Media Arts Award — премія, яку присуджують латиноамериканським акторам за просування позитивного образу латиноамериканця в цій індустрії.
| Рік  | Робота  | Категорія          | Результат | П.     |
| ---- | ------- | ------------------ | --------- | ------ |
| 2009 | Коханці | Рік в кіно — Актор | Номінація | [ 23 ] |

### Blockbuster Entertainment Awards
Премія Blockbuster Entertainment Awards — це церемонія вручення кінопремії, заснована компанією Blockbuster Entertainment, Inc.
| Рік  | Робота    | Категорія        | Результат | П.     |
| ---- | --------- | ---------------- | --------- | ------ |
| 2001 | Гладіатор | Найкращий злодій | Перемога  | [ 24 ] |

### British Independent Film Awards
British Independent Film Awards — щорічна британська кінопремія, для представників британського незалежного кіно.
| Рік  | Робота                  | Категорія                   | Результат | П.     |
| ---- | ----------------------- | --------------------------- | --------- | ------ |
| 2003 | Солдати Буффало         | Найкраща чоловіча роль роль | Номінація | [ 25 ] |
| 2018 | Тебе ніколи тут не було | Найкраща чоловіча роль роль | Номінація | [ 26 ] |

### Dorian Awards
Нагороди «Доріан» вручаються Асоціацією критиків геїв і лесбійок (GALECA).
| Рік  | Робота  | Категорія               | Результат | П.     |
| ---- | ------- | ----------------------- | --------- | ------ |
| 2013 | Майстер | Гра в кіно року — Актор | Номінація | [ 27 ] |
| 2020 | Джокер  | Гра в кіно року — Актор | Номінація | [ 28 ] |

### Independent Spirit Awards
«Незалежний дух» — американська кінопремія, яка в першу чергу орієнтується на американське незалежне кіно.
| Рік  | Робота                  | Категорія                                                                     | Результат | П.     |
| ---- | ----------------------- | ----------------------------------------------------------------------------- | --------- | ------ |
| 2015 | Вроджена вада           | Нагорода імені Роберта Альтмана (розділив з акторським складом Inherent Vice) | Перемога  | [ 29 ] |
| 2019 | Тебе ніколи тут не було | Найкраща чоловіча роль                                                        | Номінація | [ 30 ] |

### Irish Film & Television Awards
Премія Ірландського кіно і телебачення вручається Ірландською академією кіно і телебачення (IFTA).
| Рік  | Робота  | Категорія                   | Результат | П.     |
| ---- | ------- | --------------------------- | --------- | ------ |
| 2013 | Майстер | Найкращий міжнародний актор | Номінація | [ 31 ] |

### MTV Movie & TV Awards
MTV Movie & TV Awards — щорічне телевізійне шоу, де присуджують нагороди в галузі американського кіно, яке організовує канал MTV.
| Рік  | Робота           | Категорія                                                             | Результат | П.     |
| ---- | ---------------- | --------------------------------------------------------------------- | --------- | ------ |
| 2001 | Гладіатор        | Найкращий злодій                                                      | Номінація | [ 32 ] |
| 2001 | Гладіатор        | Найкраща фраза із фільму (за «Це мене дратує, я дуже незадоволений!») | Номінація | [ 32 ] |
| 2006 | Переступити межу | Краще представлення                                                   | Номінація | [ 33 ] |

### National Board of Review
National Board of Review — впливова американська некомерційна організація, що об'єднує кінокритиків, кінознавців, студентів профільних інститутів.
| Рік  | Робота                                  | Категорія                            | Результат | П.     |
| ---- | --------------------------------------- | ------------------------------------ | --------- | ------ |
| 2000 | Гладіатор / Перо маркіза де Сада / Ярди | Найкраща чоловіча роль другого плану | Перемога  | [ 34 ] |

### People's Choice Awards
People's Choice Awards — американська премія, яка присуджується діячам поп-культури за висновками глядацького голосування.
| Рік  | Робота        | Категорія                          | Результат | П.            |
| ---- | ------------- | ---------------------------------- | --------- | ------------- |
| 2008 | Володарі ночі | Улюблений виконавець головної ролі | Перемога  | [ 35 ] [ 36 ] |

### Satellite Awards
Satellite Awards — щорічна премія, яка присуджується «Міжнародною прес-академією».
| Рік  | Робота           | Категорія                                                | Результат | П.     |
| ---- | ---------------- | -------------------------------------------------------- | --------- | ------ |
| 2001 | Гладіатор        | Найкраща чоловіча роль другого плану в кінофільмі, драмі | Номінація | [ 37 ] |
| 2005 | Переступити межу | Найкраща чоловіча роль в комедії чи мюзиклі              | Номінація | [ 38 ] |
| 2012 | Майстер          | Найкраща чоловіча роль                                   | Номінація | [ 39 ] |
| 2019 | Джокер           | Найкраща чоловіча роль                                   | Номінація | [ 40 ] |

### Saturn Awards
Saturn Awards — американська премія, яку вручає Академія наукової фантастики, фентезі і фільмів жахів (англ. Academy of Science Fiction, Fantasy & Horror Films).
| Рік  | Робота | Категорія              | Результат | П.     |
| ---- | ------ | ---------------------- | --------- | ------ |
| 2014 | Вона   | Найкраща чоловіча роль | Номінація | [ 41 ] |

### Teen Choice Awards
Teen Choice Awards — молодіжна нагорода, яку щорічно присуджує компанія Fox. Програма заохочує найбільші щорічні досягнення в музиці, кіно, спорті, телебаченні, моді та ін., голосування проводиться серед підлітків 13-19 років.
| Рік  | Робота          | Категорія               | Результат | П.     |
| ---- | --------------- | ----------------------- | --------- | ------ |
| 2005 | Вогняна драбина | Вибір Актор кіно: Драма | Номінація | [ 42 ] |

### Young Artist Awards
Премія «Молодий актор» щорічно вручається «Фондом молодого актора» талановитій молоді телебачення і кіноматографа, яка часто знаходиться в тіні своїх старших, більш відомих колег.
| Рік  | Робота                            | Категорія                                                                                      | Результат | П.     |
| ---- | --------------------------------- | ---------------------------------------------------------------------------------------------- | --------- | ------ |
| 1984 | Backwards: The Riddle of Dyslexia | Найкращий молодий актор в сімейному фільмі, знятому для телебачення (разом з Рівером Феніксом) | Номінація | [ 43 ] |
| 1990 | Батьківство                       | Краща головна роль молодого актора в художньому фільмі                                         | Номінація | [ 44 ] |

## Нагороди критиків
| Нагорода                                          | Рік  | Номінована робота                                                         | Категорія | Результат    | П.            |
| ------------------------------------------------- | ---- | ------------------------------------------------------------------------- | --- | ------------ | ------------- |
| Alliance of Women Film Journalists                | 2013 | Майстер                                                                   | Найкраща чоловіча роль | Номінація    | [ 45 ]        |
| Alliance of Women Film Journalists                | 2014 | Вона                                                                      | Найкраща чоловіча роль | Номінація    | [ 46 ] [ 47 ] |
| Alliance of Women Film Journalists                | 2014 | Вона                                                                      | Краще зображення оголеного тіла, сексуальності чи спокуси (розділено з Скарлет Йохансон)                                             | Перемога     | [ 46 ] [ 47 ] |
| Alliance of Women Film Journalists                | 2020 | Джокер                                                                    | Найкраща чоловіча роль | Номінація    | [ 48 ]        |
| Austin Film Critics Association                   | 2012 | Майстер                                                                   | Найкраща чоловіча роль | Перемога     | [ 49 ]        |
| Austin Film Critics Association                   | 2019 | Тебе ніколи тут не було                                                   | Найкраща чоловіча роль | Номінація    | [ 50 ]        |
| Boston Society of Film Critics                    | 2019 | Джокер                                                                    | Найкраща чоловіча роль | 2th Place    | [ 51 ]        |
| Chicago Film Critics Association                  | 2005 | Переступити межу                                                          | Найкраща чоловіча роль | Номінація    | [ 52 ]        |
| Chicago Film Critics Association                  | 2012 | Майстер                                                                   | Найкраща чоловіча роль | Номінація    | [ 53 ]        |
| Chicago Film Critics Association                  | 2018 | Тебе ніколи тут не було                                                   | Найкраща чоловіча роль | Номінація    | [ 54 ]        |
| Chicago Film Critics Association                  | 2019 | Джокер                                                                    | Найкраща чоловіча роль | Номінація    | [ 55 ]        |
| Chicago Indie Critics                             | 2019 | Тебе ніколи тут не було                                                   | Найкраща чоловіча роль | Номінація    | [ 56 ]        |
| Chicago Indie Critics                             | 2020 | Джокер                                                                    | Найкраща чоловіча роль | Номінація    | [ 57 ]        |
| Columbus Film Critics Association                 | 2013 | Майстер                                                                   | Найкраща чоловіча роль | Номінація    | [ 58 ]        |
| Columbus Film Critics Association                 | 2014 | Вона                                                                      | Найкраща чоловіча роль | Номінація    | [ 59 ]        |
| Columbus Film Critics Association                 | 2019 | Тебе ніколи тут не було                                                   | Найкраща чоловіча роль | Номінація    | [ 60 ]        |
| Columbus Film Critics Association                 | 2019 | Не хвилюйся, він далеко не піде / Брати Сістерс / Тебе ніколи тут не було | Актор року (за зразковий витрів) | Номінація    | [ 60 ]        |
| Columbus Film Critics Association                 | 2020 | Джокер                                                                    | произведение | Номінація    | [ 61 ]        |
| Critics' Choice Movie Awards                      | 2001 | Гладіатор / Перо маркіза де Сада / Ярди                                   | произведение другого плану | Перемога     | [ 62 ]        |
| Critics' Choice Movie Awards                      | 2006 | Переступити межу                                                          | произведение | Номінація    | [ 63 ]        |
| Critics' Choice Movie Awards                      | 2013 | Майстер                                                                   | произведение | Номінація    | [ 64 ]        |
| Critics' Choice Movie Awards                      | 2020 | Джокер                                                                    | произведение | Перемога     | [ 65 ]        |
| Dallas–Fort Worth Film Critics Association        | 2001 | Гладіатор                                                                 | произведение другого плану | Номінація    | [ 66 ]        |
| Dallas–Fort Worth Film Critics Association        | 2005 | Переступити межу                                                          | Найкраща чоловіча роль | Номінація    | [ 67 ]        |
| Dallas–Fort Worth Film Critics Association        | 2012 | Майстер                                                                   | Найкраща чоловіча роль | 2th Place    | [ 68 ]        |
| Dallas–Fort Worth Film Critics Association        | 2019 | Джокер                                                                    | Найкраща чоловіча роль | 2th Place    | [ 69 ]        |
| Denver Film Critics Society                       | 2013 | Майстер                                                                   | Найкраща чоловіча роль | Номінація    | [ 70 ]        |
| Denver Film Critics Society                       | 2020 | Джокер                                                                    | Найкраща чоловіча роль | Перемога     | [ 71 ]        |
| Detroit Film Critics Society                      | 2012 | Майстер                                                                   | Найкраща чоловіча роль | Номінація    | [ 72 ]        |
| Detroit Film Critics Society                      | 2019 | Джокер                                                                    | Найкраща чоловіча роль | Номінація    | [ 73 ]        |
| Dublin Film Critics' Circle                       | 2012 | Майстер                                                                   | Найкраща чоловіча роль | Перемога     | [ 74 ]        |
| Dublin Film Critics' Circle                       | 2014 | Вона                                                                      | Найкраща чоловіча роль (разом з Білом Хадером в фільмі «Близнюки», Чіветелом Еджіофором за «12 років рабства» і Томом Харді в «Лок») | 10th Place   | [ 75 ]        |
| Dublin Film Critics' Circle                       | 2018 | Тебе ніколи тут не було                                                   | Найкраща чоловіча роль | 2th Place    | [ 76 ]        |
| Dublin Film Critics' Circle                       | 2019 | Джокер                                                                    | Найкраща чоловіча роль | 2th Place    | [ 77 ]        |
| Florida Film Critics Circle                       | 2013 | Вона                                                                      | Найкраща чоловіча роль | 2th Place    | [ 78 ]        |
| Florida Film Critics Circle                       | 2018 | Тебе ніколи тут не було                                                   | Найкраща чоловіча роль | Перемога     | [ 79 ]        |
| Florida Film Critics Circle                       | 2019 | Джокер                                                                    | Найкраща чоловіча роль | Номінація    | [ 80 ]        |
| Georgia Film Critics Association                  | 2013 | Майстер                                                                   | Найкраща чоловіча роль | Номінація    | [ 81 ]        |
| Georgia Film Critics Association                  | 2014 | Вона                                                                      | Найкраща чоловіча роль | Номінація    | [ 82 ]        |
| Georgia Film Critics Association                  | 2020 | Джокер                                                                    | Найкраща чоловіча роль | Номінація    | [ 83 ]        |
| Greater Western New York Film Critics Association | 2018 | Тебе ніколи тут не було                                                   | Найкраща чоловіча роль | Номінація    | [ 84 ]        |
| Greater Western New York Film Critics Association | 2019 | Джокер                                                                    | Найкраща чоловіча роль | Номінація    | [ 85 ]        |
| Hawaii Film Critics Society                       | 2020 | Джокер                                                                    | Найкраща чоловіча роль | Перемога     | [ 86 ]        |
| Hollywood Critics Association                     | 2020 | Джокер                                                                    | Найкраща чоловіча роль | Перемога     | [ 87 ]        |
| Houston Film Critics Society                      | 2013 | Майстер                                                                   | Найкраща чоловіча роль | Номінація    | [ 88 ]        |
| Houston Film Critics Society                      | 2020 | Джокер                                                                    | Найкраща чоловіча роль | Номінація    | [ 89 ]        |
| Indiana Film Journalists Association              | 2019 | Джокер                                                                    | Найкраща чоловіча роль | Номінація    | [ 90 ]        |
| IndieWire Critics Poll                            | 2009 | Коханці                                                                   | Найкраща головна роль (разом з Марією Онетто за «Жінку без голови»)                                                                  | 4th Place    | [ 91 ]        |
| IndieWire Critics Poll                            | 2012 | Майстер                                                                   | Найкраща чоловіча роль | 2th Place    | [ 92 ]        |
| IndieWire Critics Poll                            | 2013 | Вона                                                                      | Найкраща чоловіча роль | 8th Place    | [ 93 ]        |
| IndieWire Critics Poll                            | 2014 | Вроджена вада                                                             | Найкраща чоловіча роль | 5th Place    | [ 94 ]        |
| IndieWire Critics Poll                            | 2018 | Тебе ніколи тут не було                                                   | Найкраща чоловіча роль | 2th Place    | [ 95 ]        |
| IndieWire Critics Poll                            | 2019 | Джокер                                                                    | Найкраща чоловіча роль | 4th Place    | [ 96 ]        |
| International Cinephile Society                   | 2010 | Коханці                                                                   | Найкраща чоловіча роль | Номінація    | [ 97 ]        |
| International Cinephile Society                   | 2013 | Майстер                                                                   | Найкраща чоловіча роль | Номінація    | [ 98 ]        |
| International Cinephile Society                   | 2014 | Вона                                                                      | Найкраща чоловіча роль | 2th Place    | [ 99 ]        |
| International Online Film Critics' Poll           | 2012 | Майстер                                                                   | Найкраща чоловіча головна роль | Номінація    | [ 100 ]       |
| Iowa Film Critics Association                     | 2020 | Джокер                                                                    | Найкраща чоловіча роль | Перемога     | [ 101 ]       |
| Las Vegas Film Critics Society                    | 2000 | Гладіатор / Перо маркіза де Сада                                          | Найкраща чоловіча роль другого плану                                                                                                 | Номінація    | [ 102 ]       |
| Latino Entertainment Journalists Association      | 2020 | Джокер                                                                    | Найкраща чоловіча роль | Перемога     | [ 103 ]       |
| London Film Critics' Circle                       | 2013 | Майстер                                                                   | Актор року | Перемога     | [ 104 ]       |
| London Film Critics' Circle                       | 2019 | Тебе ніколи тут не було                                                   | Актор року | Номінація    | [ 105 ]       |
| London Film Critics' Circle                       | 2020 | Джокер                                                                    | Актор року | В очікуванні | [ 106 ]       |
| Los Angeles Film Critics Association              | 2012 | Майстер                                                                   | Найкраща чоловіча роль | Перемога     | [ 107 ]       |
| Music City Film Critics Association               | 2020 | Джокер                                                                    | Найкраща чоловіча роль | Перемога     | [ 108 ]       |
| National Society of Film Critics                  | 2013 | Майстер                                                                   | Найкраща чоловіча роль (разом з Дені Лаван за «Корпорація „Святі мотори“»)                                                           | 2th Place    | [ 109 ]       |
| National Society of Film Critics                  | 2015 | Вроджена вада                                                             | Найкраща чоловіча роль (разом з Ральфом Файнсом за готель «Гранд Будапешт»)                                                          | 3rd Place    | [ 110 ]       |
| New York Film Critics Circle                      | 2013 | Майстер                                                                   | Найкраща чоловіча роль | 3rd Place    | [ 111 ]       |
| New York Film Critics Online                      | 2019 | Джокер                                                                    | Найкраща чоловіча роль | Перемога     | [ 112 ]       |
| North Carolina Film Critics Association           | 2013 | Майстер                                                                   | Найкраща чоловіча роль | Перемога     | [ 113 ]       |
| North Carolina Film Critics Association           | 2020 | Джокер                                                                    | Найкраща чоловіча роль | Номінація    | [ 114 ]       |
| North Dakota Film Society                         | 2020 | Джокер                                                                    | Найкраща чоловіча роль | Перемога     | [ 115 ]       |
| North Texas Film Critics Association              | 2006 | Переступити межу                                                          | Найкраща чоловіча роль | Перемога     | [ 116 ]       |
| North Texas Film Critics Association              | 2019 | Джокер                                                                    | Найкраща чоловіча роль | Перемога     | [ 117 ]       |
| Online Association of Female Film Critics         | 2018 | Тебе ніколи тут не було                                                   | Найкраща чоловіча роль | Номінація    | [ 118 ]       |
| Online Association of Female Film Critics         | 2019 | Джокер                                                                    | Найкраща чоловіча роль | Номінація    | [ 119 ]       |
| Online Film Critics Society                       | 2001 | Гладіатор                                                                 | Найкраща чоловіча роль другого плану                                                                                                 | Номінація    | [ 120 ]       |
| Online Film Critics Society                       | 2006 | Переступити межу                                                          | Найкраща чоловіча роль | Номінація    | [ 121 ]       |
| Online Film Critics Society                       | 2010 | Коханці                                                                   | Найкраща чоловіча роль | Номінація    | [ 122 ]       |
| Online Film Critics Society                       | 2012 | Майстер                                                                   | Найкраща чоловіча роль | Номінація    | [ 123 ]       |
| Online Film Critics Society                       | 2013 | Вона                                                                      | Найкраща чоловіча роль | Номінація    | [ 124 ]       |
| Online Film Critics Society                       | 2019 | Тебе ніколи тут не було                                                   | Найкраща чоловіча роль | Номінація    | [ 125 ]       |
| Online Film Critics Society                       | 2020 | Джокер                                                                    | Найкраща чоловіча роль | Номінація    | [ 126 ]       |
| Phoenix Critics Circle                            | 2019 | Джокер                                                                    | Найкраща чоловіча роль | Номінація    | [ 127 ]       |
| Phoenix Film Critics Society                      | 2001 | Гладіатор                                                                 | Найкраща чоловіча роль другого плану                                                                                                 | Номінація    | [ 128 ]       |
| Phoenix Film Critics Society                      | 2001 | Перо маркіза де Сада                                                      | Найкраща чоловіча роль другого плану                                                                                                 | Номінація    | [ 128 ]       |
| Phoenix Film Critics Society                      | 2012 | Майстер                                                                   | Найкраща чоловіча роль | Номінація    | [ 129 ]       |
| Phoenix Film Critics Society                      | 2019 | Джокер                                                                    | Найкраща чоловіча роль | Перемога     | [ 130 ]       |
| San Diego Film Critics Society                    | 2000 | Гладіатор / Перо маркіза де Сада / Ярди                                   | Виконання | Перемога     | [ 131 ]       |
| San Diego Film Critics Society                    | 2012 | Майстер                                                                   | Найкраща чоловіча роль | Номінація    | [ 132 ]       |
| San Diego Film Critics Society                    | 2013 | Вона                                                                      | Найкраща чоловіча роль | Номінація    | [ 133 ]       |
| San Diego Film Critics Society                    | 2019 | Джокер                                                                    | Найкраща чоловіча роль (разом з Адамом Драйвером за «Шлюбна історія»)                                                                | Перемога     | [ 134 ]       |
| San Francisco Bay Area Film Critics Circle        | 2012 | Майстер                                                                   | Найкраща чоловіча роль | Перемога     | [ 135 ]       |
| San Francisco Bay Area Film Critics Circle        | 2019 | Джокер                                                                    | Найкраща чоловіча роль | Номінація    | [ 136 ]       |
| Seattle Film Critics Society                      | 2018 | Тебе ніколи тут не було                                                   | Найкраща чоловіча роль | Номінація    | [ 137 ]       |
| Seattle Film Critics Society                      | 2019 | Джокер                                                                    | Найкраща чоловіча роль | Номінація    | [ 138 ]       |
| Seattle Film Critics Society                      | 2019 | Джокер                                                                    | Найкращий злодій року | Номінація    | [ 138 ]       |
| Southeastern Film Critics Association             | 2000 | Гладіатор / Перо маркіза де Сада / Ярди                                   | Найкраща чоловіча роль другого плану                                                                                                 | 2th Place    | [ 139 ]       |
| Southeastern Film Critics Association             | 2012 | Майстер                                                                   | Найкраща чоловіча роль | 2th Place    | [ 140 ]       |
| Southeastern Film Critics Association             | 2019 | Джокер                                                                    | Найкраща чоловіча роль | 2th Place    | [ 141 ]       |
| St. Louis Film Critics Association                | 2006 | Переступити межу                                                          | Найкраща чоловіча роль | Номінація    | [ 142 ]       |
| St. Louis Film Critics Association                | 2012 | Майстер                                                                   | Найкраща чоловіча роль | Номінація    | [ 143 ]       |
| St. Louis Film Critics Association                | 2012 | Майстер                                                                   | Найкраща сцена (разом з Філіп Сеймур Хофман за першу «оброблену» сцену допиту між Ланкастером Додом і Фреді Квелом)                  | Перемога     | [ 143 ]       |
| St. Louis Film Critics Association                | 2013 | Вона                                                                      | Найкраща сцена (разом зі Скарлет Йохансон за секс-сцену с ОС)                                                                        | Номінація    | [ 144 ]       |
| St. Louis Film Critics Association                | 2019 | Джокер                                                                    | Найкраща чоловіча роль | 2th Place    | [ 145 ]       |
| Toronto Film Critics Association                  | 2012 | Майстер                                                                   | Найкращий актор | 2th Place    | [ 146 ]       |
| Utah Film Critics Association Awards              | 2012 | Майстер                                                                   | Найкраща чоловіча роль | Перемога     | [ 147 ]       |
| Utah Film Critics Association Awards              | 2019 | Джокер                                                                    | Найкраща чоловіча роль | 2th Place    | [ 148 ]       |
| Vancouver Film Critics Circle                     | 2013 | Майстер                                                                   | Найкращий актор | Перемога     | [ 149 ]       |
| Vancouver Film Critics Circle                     | 2019 | Джокер                                                                    | Найкращий актор | Номінація    | [ 150 ]       |
| Village Voice Film Poll                           | 2009 | Коханці                                                                   | Найкраща чоловіча роль | 4th Place    | [ 151 ]       |
| Village Voice Film Poll                           | 2010 | Я все ще тут                                                              | Найкраща чоловіча роль | 6th Place    | [ 152 ]       |
| Village Voice Film Poll                           | 2012 | Майстер                                                                   | Найкраща чоловіча роль | Перемога     | [ 153 ]       |
| Village Voice Film Poll                           | 2013 | Вона                                                                      | Найкраща чоловіча роль | 3rd Place    | [ 154 ]       |
| Washington D.C. Area Film Critics Association     | 2005 | Переступити межу                                                          | Найкращий актор | Номінація    | [ 155 ]       |
| Washington D.C. Area Film Critics Association     | 2012 | Майстер                                                                   | Найкращий актор | Номінація    | [ 156 ]       |
| Washington D.C. Area Film Critics Association     | 2013 | Вона                                                                      | Найкращий актор | Номінація    | [ 157 ]       |
| Washington D.C. Area Film Critics Association     | 2019 | Джокер                                                                    | Найкращий актор | Номінація    | [ 158 ]       |
| Women Film Critics Circle                         | 2019 | Джокер                                                                    | Найкраща чоловіча роль | 2th Place    | [ 159 ]       |

## Нагороди кінофестивалів

### Каннський кінофестиваль
| Рік  | Робота                  | Категорія              | Результат | П.      |
| ---- | ----------------------- | ---------------------- | --------- | ------- |
| 2017 | Тебе ніколи тут не було | Найкраща чоловіча роль | Перемога  | [ 160 ] |

### Кінофестиваль в Торонто
| Рік  | Робота | Категорія                | Результат | П.      |
| ---- | ------ | ------------------------ | --------- | ------- |
| 2019 | Джокер | TIFF Tribute Actor Award | Перемога  | [ 161 ] |

### Capri Hollywood International Film Festival
| Рік  | Робота | Категорія              | Результат | П.      |
| ---- | ------ | ---------------------- | --------- | ------- |
| 2019 | Джокер | Найкраща чоловіча роль | Перемога  | [ 162 ] |

### Голівудський кінофестиваль
| Рік  | Робота           | Категорія       | Результат | П.      |
| ---- | ---------------- | --------------- | --------- | ------- |
| 2005 | Переступити межу | Найкращий актор | Перемога  | [ 163 ] |

### Newport Beach Film Festival
| Рік  | Робота              | Категорія                                                                                         | Результат | П.      |
| ---- | ------------------- | ------------------------------------------------------------------------------------------------- | --------- | ------- |
| 2014 | Фатальна пристрасть | Видатне досягнення в кіновиробництві — акторський склад (разом з Маріон Котійяр і Джеремі Реннер) | Перемога  | [ 164 ] |

### Palm Springs International Film Festival
| Рік  | Робота | Категорія        | Результат | П.      |
| ---- | ------ | ---------------- | --------- | ------- |
| 2020 | Джокер | Chairman's Award | Перемога  | [ 165 ] |

### Кінофестиваль в Сан-Дієго
| Рік  | Робота  | Категорія          | Результат | П.              |
| ---- | ------- | ------------------ | --------- | --------------- |
| 2005 | Земляни | Humanitarian Award | Перемога  | [ 166 ] [ 167 ] |

### Венеціанський кінофестиваль
| Рік  | Робота  | Категорія                                                                  | Результат | С.      |
| ---- | ------- | -------------------------------------------------------------------------- | --------- | ------- |
| 2012 | Майстер | Кубок Вольпі за найкращу чоловічу роль (разом з Філіпом Сеймуром Хофманом) | Перемога  | [ 168 ] |